# Burcardo di Losanna
Burcardo di Oltigen (... – Burg Gleichen, 24 dicembre 1089) fu vescovo di Losanna dal 1056 al 1089.

## Biografia
Burcardo era il figlio del conte Bucco di Oltingen. Era sposato, il che era contrario alle regole della riforma gregoriana. Nella lotta per le investiture, sostenne Enrico IV e fu uno dei vescovi che, al sinodo di Worms del 1076, dichiarò la deposizione di papa Gregorio VII. Fu quindi scomunicato e accompagnò Enrico IV nel suo viaggio penitenziale a Canossa. Combatté l'anti-re Rodolfo di Rheinfelden. Per proteggersi dalle sue incursioni, costruì un muro intorno ad Avenches. Per i suoi servizi, Enrico IV gli conferì il titolo di cancelliere d'Italia nel 1079. Scacciò il priore di Payerne Ulrico di Zell, che criticava il suo stile di vita, e costrinse il suo richiamo a Cluny.
Burcardo fu ucciso dai soldati del margravio Ecberto II durante l'assedio del castello di Gleichen, il giorno di Natale del 1089.